# 논산 관촉사 석문
논산 관촉사 석문(論山 灌燭寺 石門)은 대한민국 충청남도 논산시 관촉동, 관촉사에 있는 석문이다. 1984년 5월 17일 충청남도의 문화재자료 제79호로 지정되었다.

## 개요
관촉사는 고려 광종 19년(968) 혜명이 창건한 사찰로, 절내에 들어서려면 이 석문을 통과하여야 한다. 다른 사찰에서는 찾아볼 수 없는 특이한 형태의 문으로 일명 ‘해탈문’이라고도 부른다.
문은 네모난 돌기둥을 양쪽에 세운 후, 양 기둥 뒤쪽으로 길쭉한 돌을 5개씩 쌓아 옆면을 이루게 하였다. 기둥 위로는 네모지고 넓적한 돌을 얹어 놓아 전체적으로 4각의 모습을 하고 있다.
관촉사가 건립된 후 참배객이 몰려드는 것을 막기 위해 동·서·남·북 4곳에 이러한 문을 두었는데, 그중 동쪽에 세운 이 문만이 유일하게 남아 있다.
석문을 세운 시기에 관한 정확한 기록은 없으나, 관촉사가 건립되었던 고려시대로 짐작된다.

## 참고 자료
- 관촉사석문 - 국가유산청 국가유산포털